# Lost in the Echo
Singles de Linkin Park
Burn It Down
(2012) Castle of Glass
(2012)
Lost in the Echo est le deuxième single du cinquième album studio Living Things du groupe Linkin Park. Il est sorti le 23 juillet 2012.

## Clip vidéo
Le clip vidéo montre une ville en ruine qui semble abandonnée et dans laquelle marche un homme portant une mallette. Quand la chanson commence, il marche en regardant autour de lui puis rentre dans un théâtre délabré et ouvre la mallette. Celle-ci contient plusieurs photos qui ressemblent à des photos de familles. Des gens qui l'observaient le rejoignent et il commence à leur distribuer les photos. On montre ensuite ces gens, leurs photos dans leurs mains, dans différents endroits du théâtre. Chacun regarde la photo qu'il tient et la personne qui se trouve dessus apparait devant eux, mais en plus vieille, tel un petit garçon qui est désormais un adolescent, ou un homme d'âge mur qui est désormais un vieillard. Malgré tout, ils finissent par se reconnaitre, sont pris d'émotions et certains pleurent alors que d'autres sourient. La photo commence alors à s’estomper jusqu'à devenir blanche. Étant désormais confrontés au temps qui s'est écoulé pour les uns et pas pour les autres, tous se mettent à hurler en même temps que Chester dans la chanson. L'homme à la mallette ferme les yeux et toutes les personnes à qui il a donné une photo font de même. Leurs corps commencent à s'effriter et à se craqueler comme de vieilles peintures puis tombent en poussières. Ils ne laissent derrière eux que des photos montrant les visages souriants et apaisés de leurs  derniers instants. Quand la chanson se termine, l'homme à la mallette ramasse ces photos, les range dans sa mallette et repart marcher dans la ville, comme au début du clip.